# Serres (Hautes-Alpes)
Pour les articles homonymes, voir Serres.
Serres est une commune française située dans le département des Hautes-Alpes, en région Provence-Alpes-Côte d'Azur. La commune fait partie du parc naturel régional des Baronnies provençales créé en 2015.
Avec Callac (Côtes-d'Armor), Èze (Alpes-Maritimes), Laval (Mayenne), Noyon (Oise), Sarras (Ardèche), Savas (Ardèche), Senones (Vosges) et Sées (Orne), Serres est une des rares communes françaises à porter un nom palindrome.
Ses habitants sont appelés les Serrois.
Le nom en provençal est Serro.

## Géographie
Serres est située dans le pays du Buëch, à 662 m d'altitude, dans une cluse où passe le Buëch, quelques kilomètres en aval du confluent entre le Buëch et le Petit Buëch. La ville doit son nom à sa position à l'extrémité du crête rocheuse - un « serre ». Elle se trouve à l'aval d'une cluse franchie par le Buëch.
Serres est traversée par deux axes routiers importants :
- la RD 1075, ancienne route nationale 75 déclassée en 2006, qui relie Grenoble à Sisteron. C'est l'un des deux axes majeurs de traversée nord-sud des Hautes-Alpes, avec la route Napoléon ;
- la RD 994, ancienne route nationale 94 déclassée en 1972, qui relie Pont-Saint-Esprit dans la vallée du Rhône à l'Italie par le col de Montgenèvre.

La commune est dotée d'une gare ferroviaire sur la ligne de Lyon-Perrache à Marseille-Saint-Charles (via Grenoble) desservie par les TER de la relation Marseille - Briançon.

### Climat
Pour des articles plus généraux, voir Climat de Provence-Alpes-Côte d'Azur et Climat des Hautes-Alpes.
En 2010, le climat de la commune est de type climat méditerranéen altéré, selon une étude du Centre national de la recherche scientifique s'appuyant sur une série de données couvrant la période 1971-2000. En 2020, Météo-France publie une typologie des climats de la France métropolitaine dans laquelle la commune est exposée à un climat de montagne ou de marges de montagne et est dans la région climatique Alpes du sud, caractérisée par une pluviométrie annuelle de 850 à 1 000 mm, minimale en été.
Pour la période 1971-2000, la température annuelle moyenne est de 10,3 °C, avec une amplitude thermique annuelle de 17,5 °C. Le cumul annuel moyen de précipitations est de 952 mm, avec 7,6 jours de précipitations en janvier et 5 jours en juillet. Pour la période 1991-2020, la température moyenne annuelle observée sur la station météorologique de Météo-France la plus proche, « Le Saix », sur la commune du Saix à 10 km à vol d'oiseau, est de 10,2 °C et le cumul annuel moyen de précipitations est de 865,4 mm. 
La température maximale relevée sur cette station est de 39,3 °C, atteinte le 23 août 2023 ; la température minimale est de −19 °C, atteinte le 7 février 2012,,.
Les paramètres climatiques de la commune ont été estimés pour le milieu du siècle (2041-2070) selon différents scénarios d'émission de gaz à effet de serre à partir des nouvelles projections climatiques de référence DRIAS-2020. Ils sont consultables sur un site dédié publié par Météo-France en novembre 2022.

## Urbanisme

### Typologie
Au 1er janvier 2024, Serres est catégorisée bourg rural, selon la nouvelle grille communale de densité à 7 niveaux définie par l'Insee en 2022.
Elle est située hors unité urbaine et hors attraction des villes,.

### Occupation des sols
L'occupation des sols de la commune, telle qu'elle ressort de la base de données européenne d’occupation biophysique des sols Corine Land Cover (CLC), est marquée par l'importance des forêts et milieux semi-naturels (73,5 % en 2018), une proportion sensiblement équivalente à celle de 1990 (73 %). La répartition détaillée en 2018 est la suivante : 
forêts (51,2 %), milieux à végétation arbustive et/ou herbacée (20,6 %), zones agricoles hétérogènes (10,5 %), terres arables (6,6 %), zones urbanisées (3,8 %), prairies (3,5 %), eaux continentales (2,1 %), espaces ouverts, sans ou avec peu de végétation (1,6 %).
L'évolution de l’occupation des sols de la commune et de ses infrastructures peut être observée sur les différentes représentations cartographiques du territoire : la carte de Cassini (XVIIIe siècle), la carte d'état-major (1820-1866) et les cartes ou photos aériennes de l'IGN pour la période actuelle (1950 à aujourd'hui).

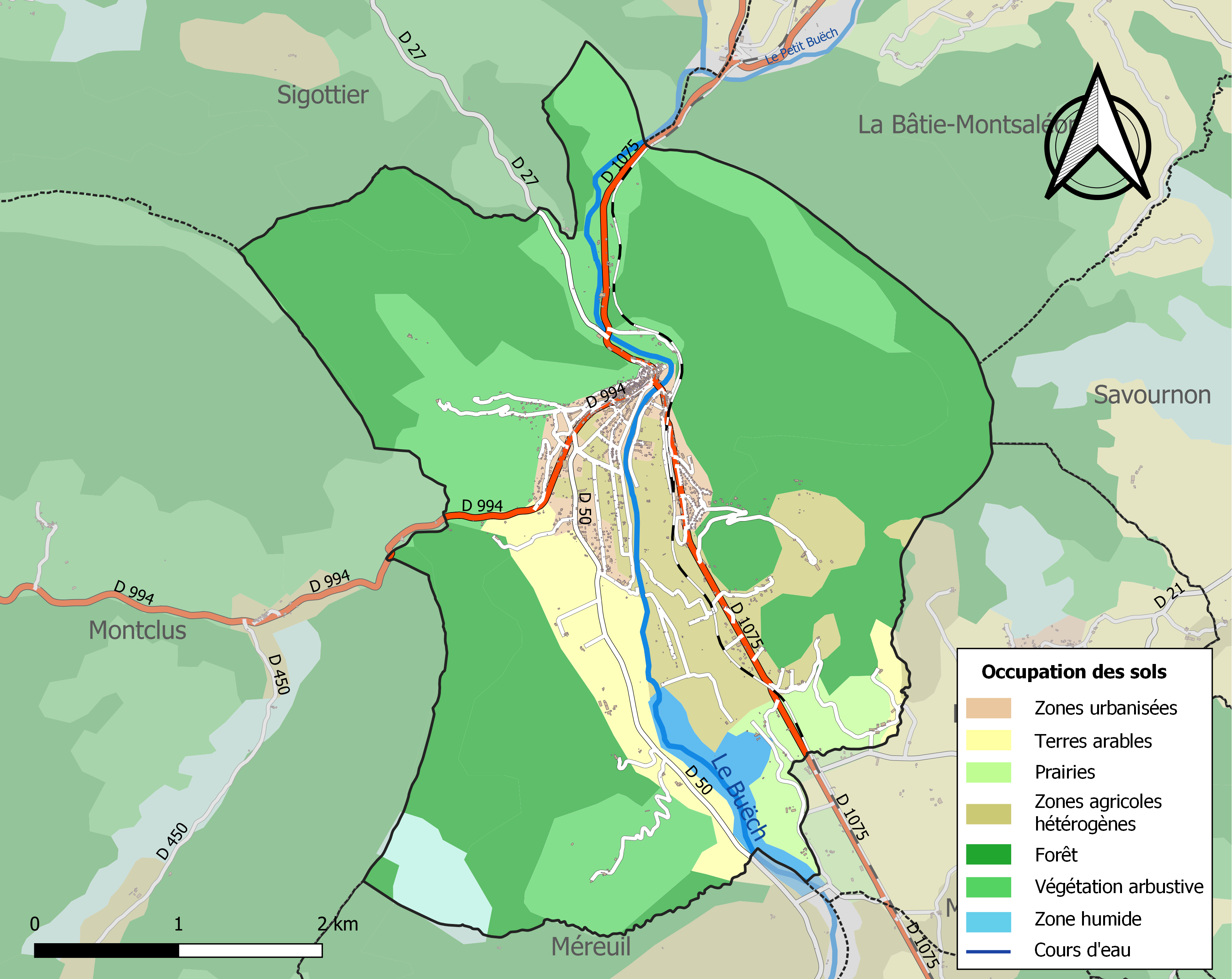
Carte de l'occupation des sols de la commune en 2018 (CLC).

## Toponymie
Le nom de la localité est attesté sous la forme latine Castrum Cerredum dès 988 ; Serrum au XIIe siècle ; Cerrum en 1278 ; castrum de Serris en 1298 ; de Serro en 1398 ; castrum Serri en 1476 ; Serres en 1512.
Il s'agit à l'origine d'un composé du bas latin *serrum (non attesté), variante masculine du latin serra « scie, épine dorsale » (dont est issu l'occitan serra « crête en dos d'âne et dentelée, sommet de forme allongée »). Il était suivi de l'appellatif gaulois dunum (dunon) « citadelle, enceinte fortifiée, mont » qui s'est effacé par la suite, laissant l'élément Serre qui a été mis au pluriel, d'où Serres.

## Histoire
Les fouilles archéologiques ont montré l'occupation ancienne du lieu par les Ligures.
Le testament du patrice Abbon daté de 739 mentionne pour la première fois le castrum sur la Pignolette qui est l'origine de la ville. En 988, le clerc Richaud de Saint-André-de-Rosans donne à l'abbaye de Cluny tous les territoires et le lieu fortifié de Serredum (Serres). La ville va donner son nom à tout le pays environnant, le Serrois.
Au Moyen Âge, la ville devient la plus importante de la vallée et un château est construit sur le rocher de la Pignolette qui la domine. L'église paroissiale est construite au XIIe siècle. Elle est dédiée à saint Arey, évêque de Gap.
Des immunités sont accordées en 1285 à tout homme habitant Serres et son fort par Bertrand de Mévouillon, seigneur de Serres et de Mison, fils de Pierre de Mison et de demoiselle Galburge. Tout étranger établi à Serres depuis un an et un jour pouvait jouir des mêmes droits que les habitants de Serres.
En 1298 la seigneurie de Serres est achetée par le dauphin de Viennois. Le dauphin Jean II accorde des privilèges aux juifs et aux Lombards. Le dauphin de Viennois transfère le chef-lieu du bailliage de Gapençais d'Upaix à Serres où il est resté jusqu'en 1512.
La ville se développe au XIVe siècle. Le pape Clément V s'installe à Avignon en 1309. Se trouvant sur une route reliant Avignon aux villes du nord de l'Italie, la présence des papes en Avignon va entraîner un accroissement du trafic. Serres voit alors le passage de nombreux voyageurs. Des marchands et des changeurs s'installent à Serres, lombards et juifs pour la plupart. Ces derniers se sont installés vers 1315 dans le quartier de Bourg-Reynaud dont on voit encore les hautes façades des maisons. On peut encore voir un tombeau du XIVe siècle sur lequel est inscrit en hébreu « Rabbi Joseph, fils de Rabbi Natanel d'heureuse mémoire ».
En 1337, le dauphin Humbert II crée un entrepôt pour le sel venant de Provence et qui était distribué dans le Haut Dauphiné et dans le nord de l'Italie. Il fait venir du nord de l'Italie, vers 1340, Asturgone Massipi, pour diriger les travaux sur la façade de l'église et l'agrandissement du château.
Le 16 juillet 1349, le dauphin Humbert II fit à Lyon le « transport » du Dauphiné, à Charles de Normandie futur Charles V, petit-fils du roi de France, Philippe VI.
La ville continue à se développer jusqu'au XVIe siècle et de nouveaux remparts sont construits au XVe siècle dont il subsiste la porte Saint-Claude, entrée principale de la ville à l'est, et la porte Sainte-Catherine, à l'ouest. D'autres restes des anciennes portes subsistent, la porte d'Eyguière au Bourg-Reynaud, la porte de Guire dans la rue principale, et la porte de Farine à l'Auche, la tour de Molend et des vestiges des remparts.

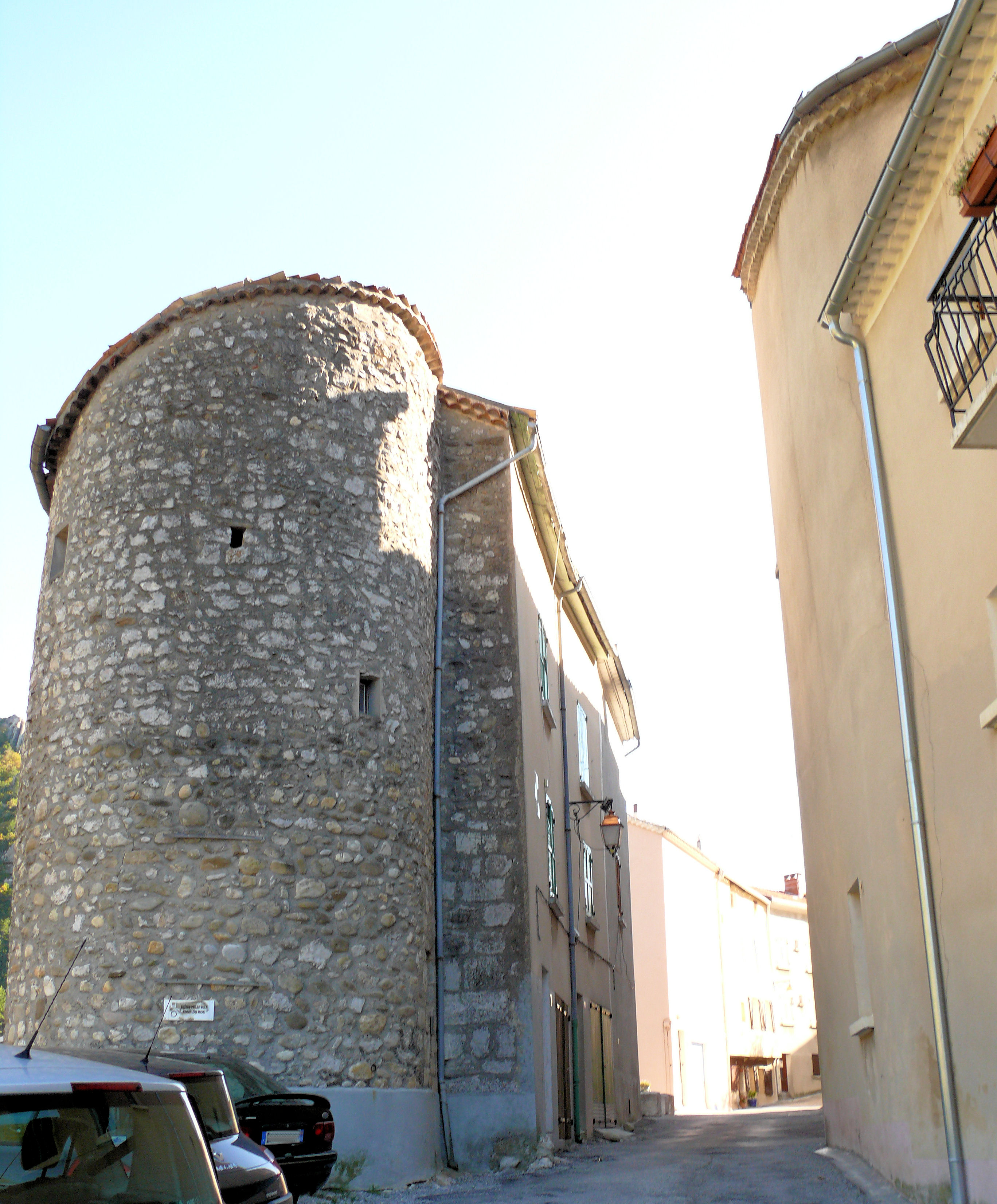
Ancienne porte Saint-Claude, ancienne entrée est de la ville.
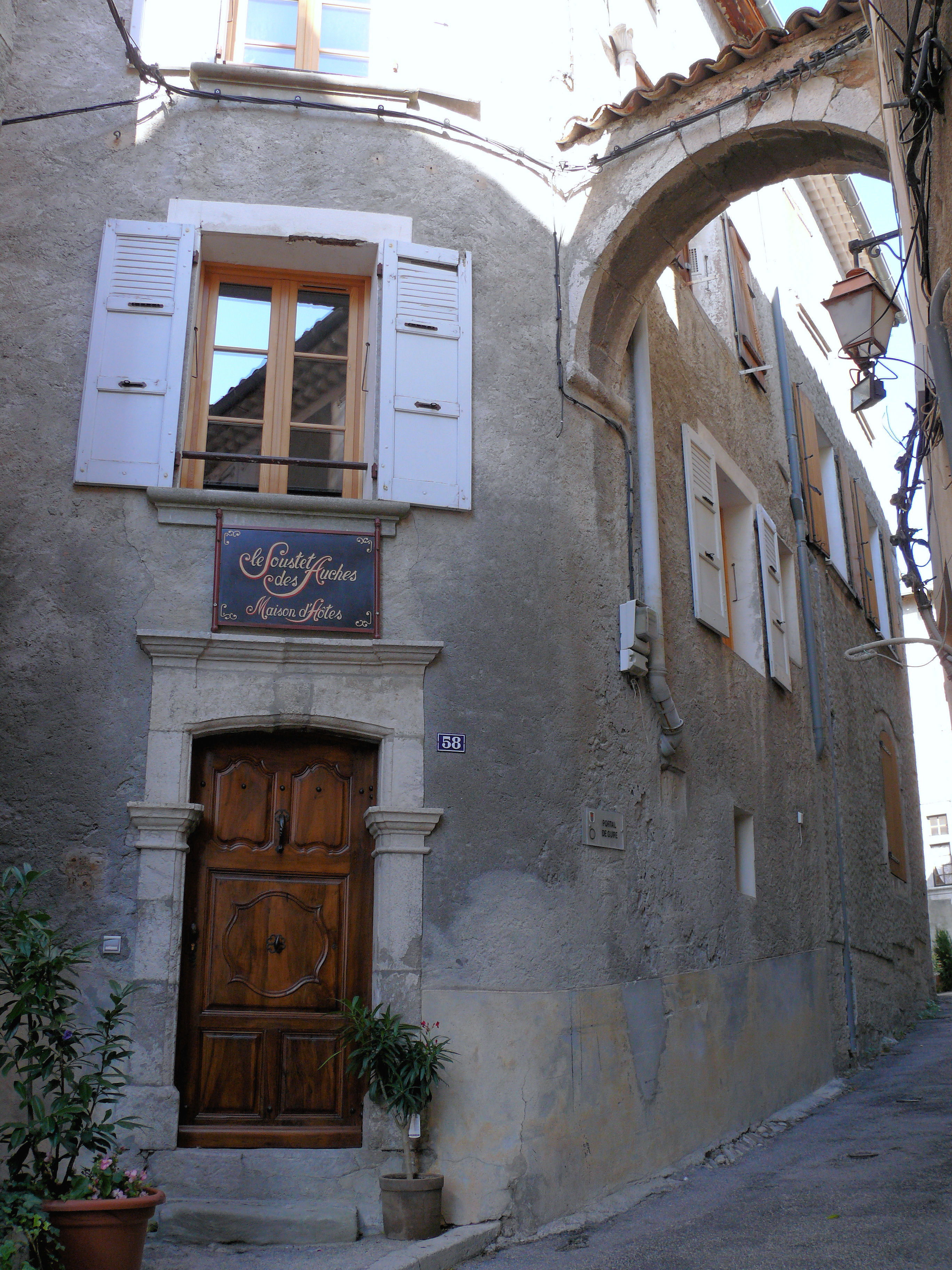
Reste du portail de Guire, ancienne entrée est de la ville.
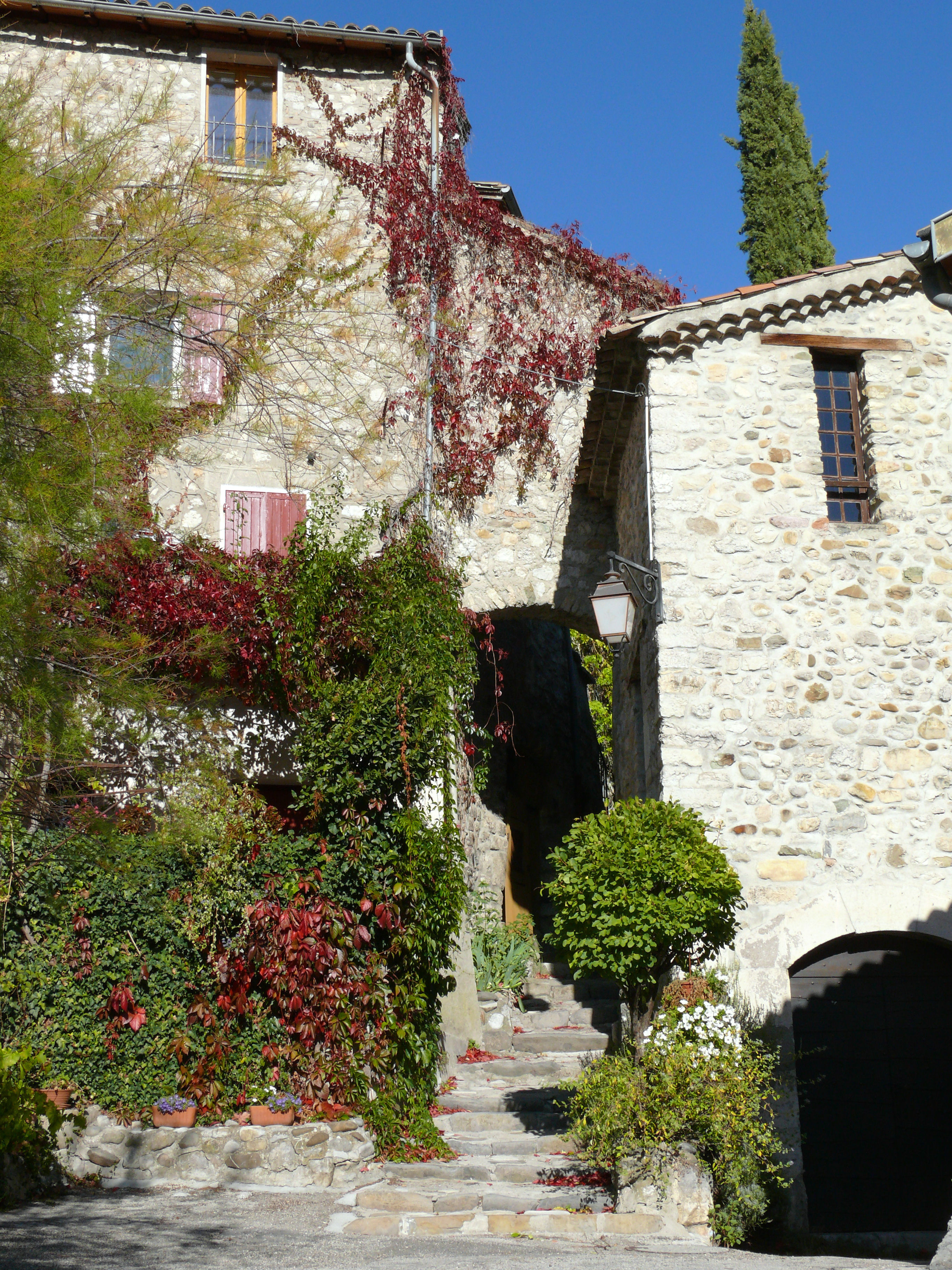
Accès de la place des Mounines à partir de la place de l'Auche.
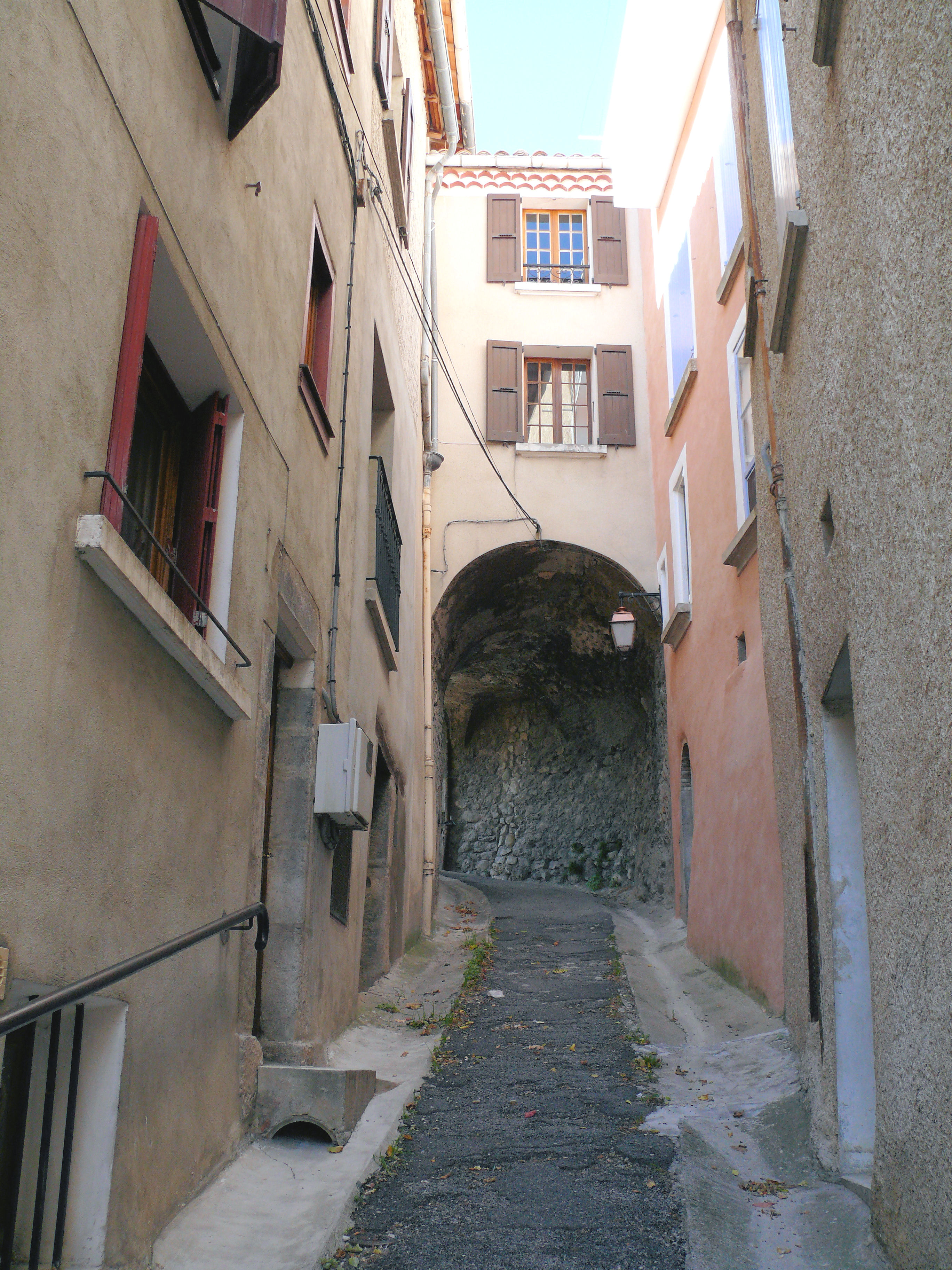
Rue avec passage voûtée.
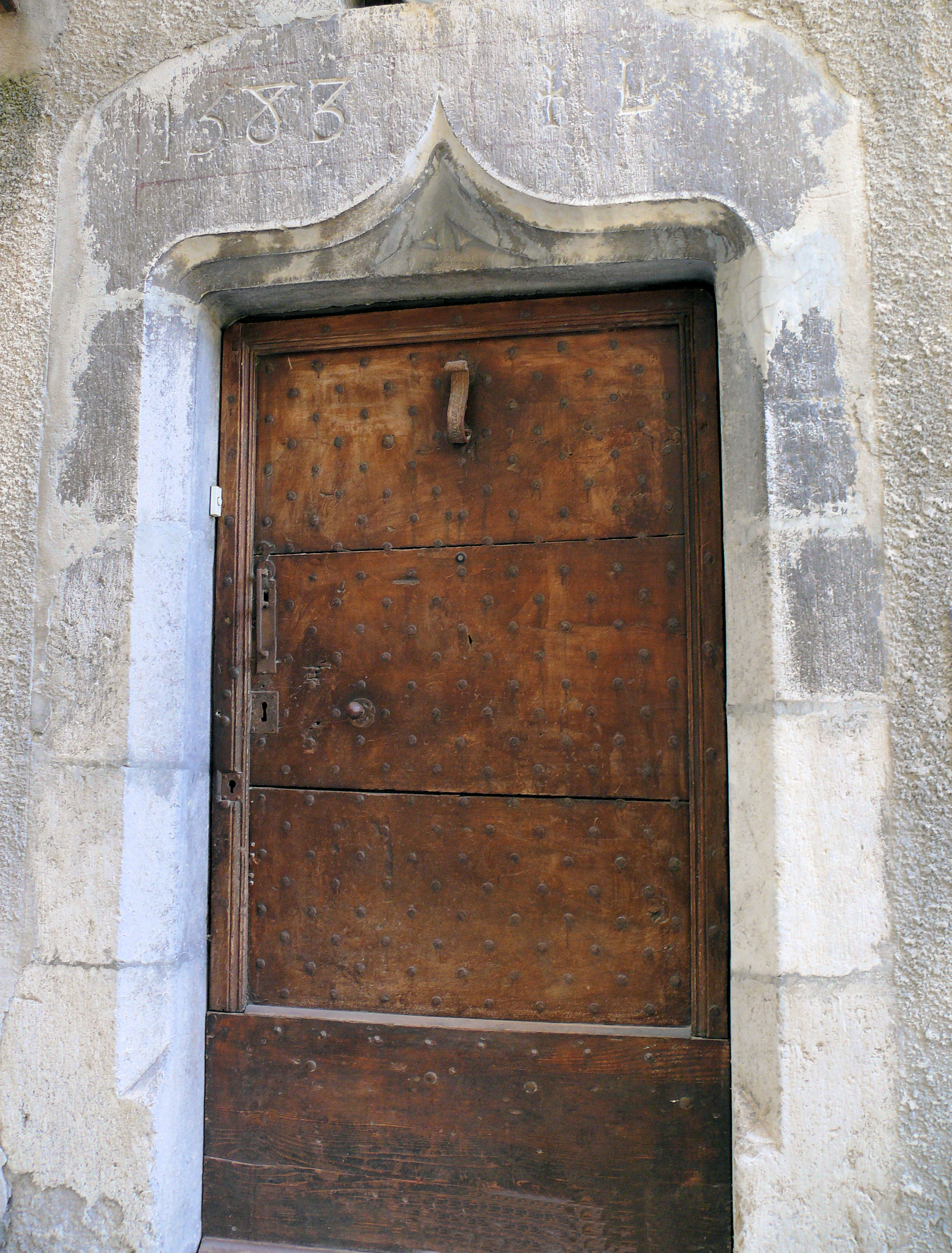
Porte de l'ancienne maison curiale (1383).
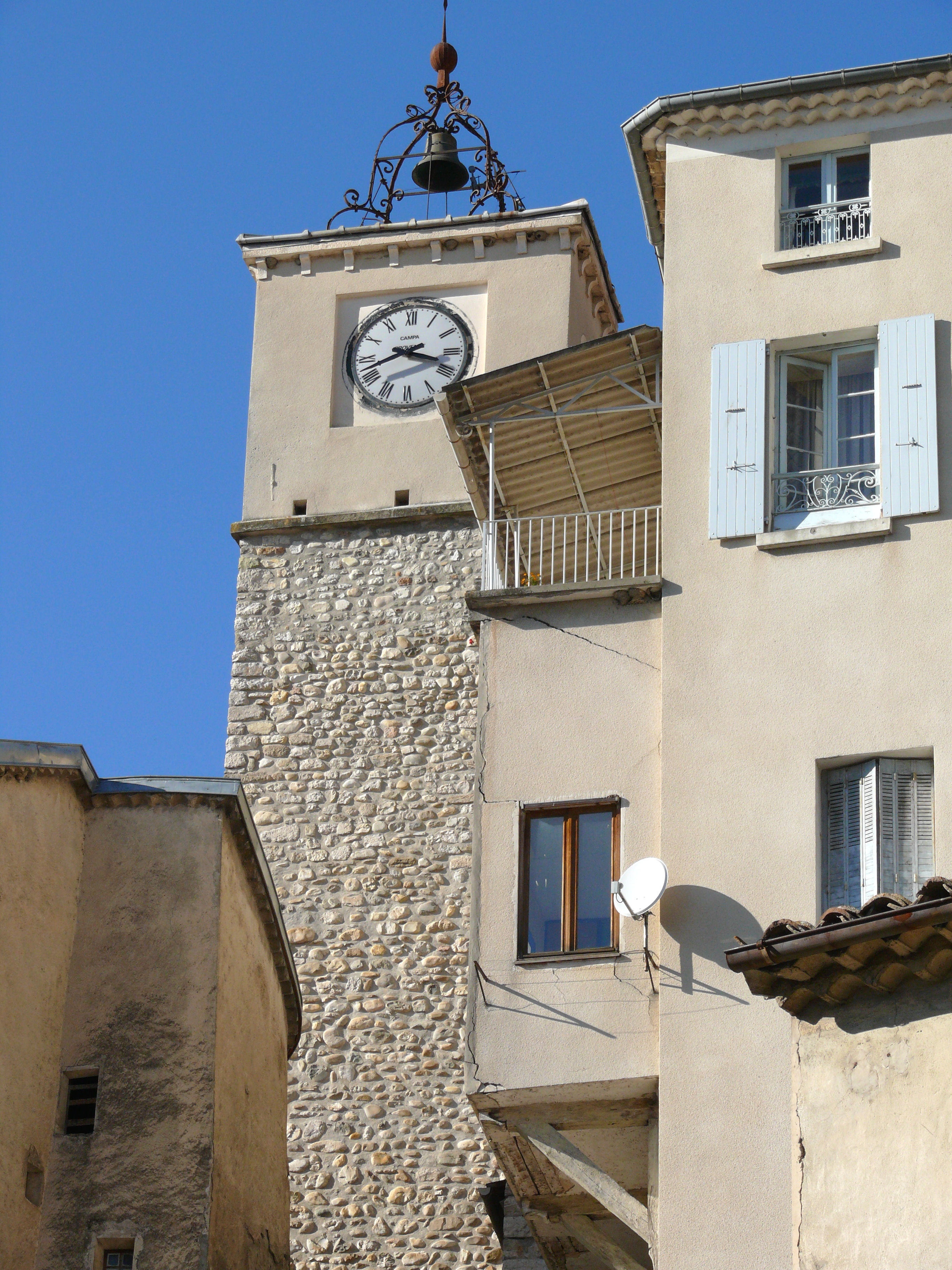
Tour de l'Horloge. La cloche vient de la chartreuse de Durbon fondée en 1116 à Saint-Julien-en-Beauchêne et fermée en 1791.

Les protestants construisent en 1565 un temple au quartier de l'Auche. Plusieurs synodes protestants vont s'y tenir, dont celui du 12 août 1643.
Durant les guerres de religion, le capitaine huguenot Montbrun met le siège devant la ville le 27 avril 1574, qui capitule après la bataille de La Bâtie-Montsaléon (8 mai).
François de Bonne, né en 1543 aux Diguières, à Saint-Bonnet-en-Champsaur, achète la seigneurie de Serres en 1576. En 1581, Lesdiguières est nommé chef des armées protestantes de la province du Dauphiné par le prince de Condé. On attribue à Lesdiguières la construction d'une maison de style Renaissance sur la rue principale. Serres est une place forte protestante reconnue par l'édit de paix de Grenoble signé en 1581 par le duc de Mayenne, confirmé par l'édit de Nantes, en 1598. À côté de la mairie se trouvent les voûtes du XVIe siècle, anciennes écuries et fonderie du duc de Lesdiguières. En 1599, le gouverneur de la ville est Louis Disdier, seigneur d' Allons (1535-1593)
En 1610, le comte Gaspard de Perrinet fait construire la façade de son hôtel sur la rue principale dont il subsiste la porte de style Renaissance. Les vantaux en noyer ont été sculptés par Daniel Guillebaud. Le bâtiment, aujourd'hui hôtel de ville de Serres, est classé Monument historique.
Le château de Serres est détruit en 1633 sur ordre du cardinal de Richelieu.
La promulgation de l'édit de Fontainebleau, en 1685, entraîne le départ de nombreux protestants de Serres, de la communauté des « vaudois » qui vont s'installer en Suisse, en Allemagne (où ils vont fonder le village de Serres Wiernsheim) et aux Pays-Bas.
La chapelle Bon Secours est construite en 1730 à l'emplacement de l'ancienne citadelle ruinée.
À partir de 1783, on entreprend de construire des digues le long du Buëch permettant de récupérer des terrains constructibles le long de la rivière.
En 1792, Serres devient le chef-lieu de canton. Les noms de lieux rappelant l'ancien régime sont changés. L'église Saint-Arey devient le temple de la Raison.

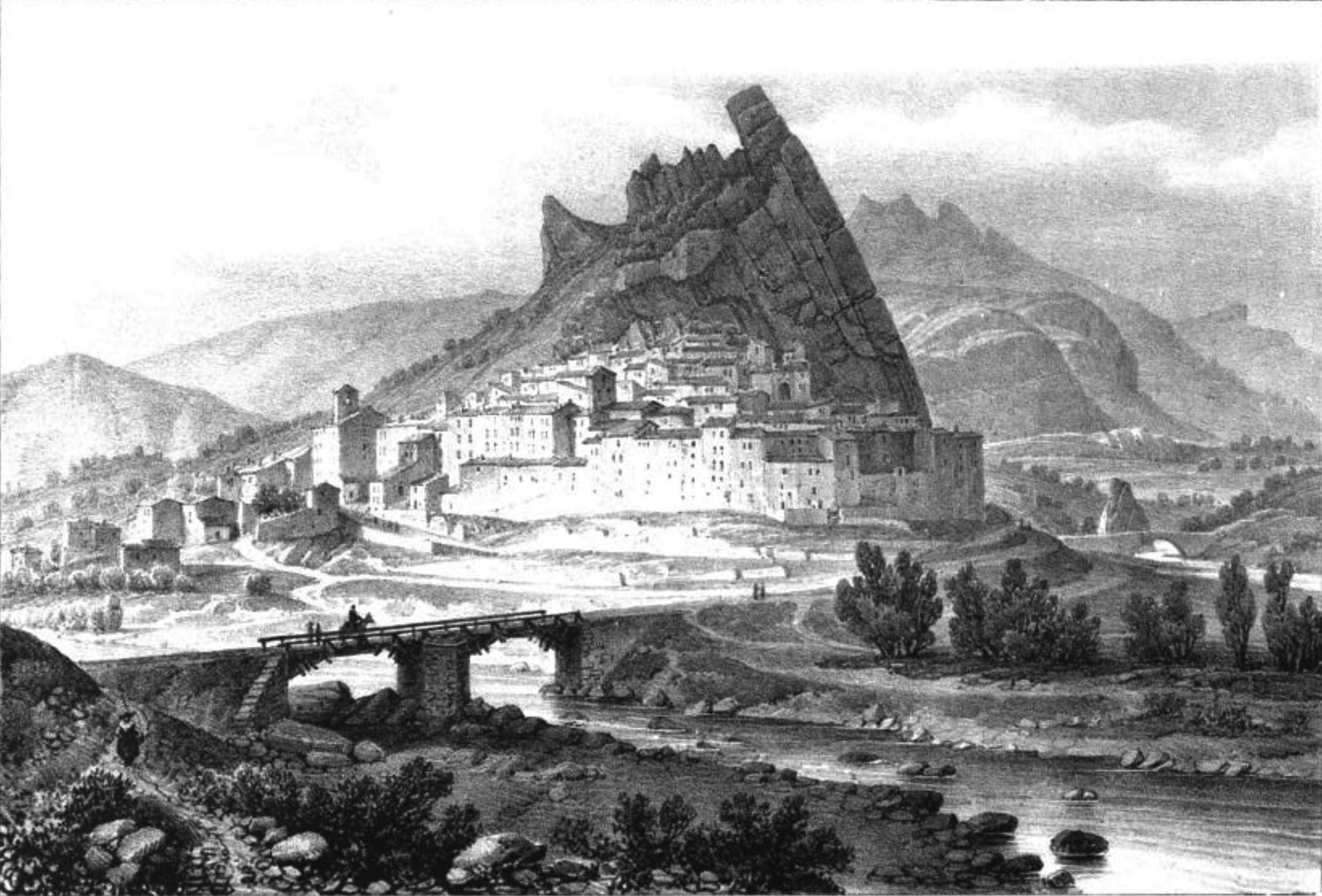
Serres au XIXe siècle.

En 1805 débute la construction de la route entre Serres et le col de la Saulce (877 m) sur la D994 reliant les vallées du Buëch et de l'Eygues et conduisant par Nyons à la vallée du Rhône, et du pont du Moulin dans les gorges de la Blème.
La tour de l'Horloge est terminée en 1857. À la même date a été réalisée la placette de la Fontaine avec le lavoir abreuvoir, à côté du bâtiment de la mairie, rue Varafrain.
Le 1er février 1875 sont inaugurés le tronçon Veynes-Sisteron de la ligne de Lyon-Perrache à Marseille-Saint-Charles (via Grenoble) et la gare de Serres. L'arrivée du train va entraîner une évolution les activités de la ville, en particulier du monde agricole amenant à une baisse de la population. De nombreuses activités existent à Serres au XIXe siècle, comme tisserands, chapeliers. Il y a une usine de pâte à papier, des fours à chaux, des magnaneries, une tannerie et un moulin. Elles vont disparaître au XXe siècle.
Les écoles du quartier Sainte-Catherine sont ouvertes en 1880. On peut y voir une méridienne réalisée en 1882, inscrite sur l'Inventaire supplémentaire des Monuments historiques. Le pont sur le Buëch est reconstruit en fer en 1895. On construit le barrage de Mizger en 1900 qui a été démoli en 1927.
Au sortir de la Seconde Guerre mondiale, en 1946, il n'y a plus que 945 habitants à Serres. L'action du maire Auguste Gros (1873-1960), qui a été aussi président du Conseil général, va permettre le développement de la ville qui comptait plus de 1 200 habitants au 1er janvier 1965. Un nouveau pont sur le Buëch est construit en 1973.

## Politique et administration

### Liste des maires
| Période                                  | Période  | Identité         | Étiquette | Qualité                          |
| ---------------------------------------- | -------- | ---------------- | --------- | -------------------------------- |
| Les données manquantes sont à compléter. |          |                  |           |                                  |
| mars 1989                                | 2014     | Michel Roy       | UMP       | Conseiller général (1992-2015)   |
| avril 2014                               | mai 2020 | Bernard Mathieu  |           | Retraité de la fonction publique |
| mai 2020                                 | En cours | Fabrice Froment, |           | Technicien                       |

### Intercommunalité
Serres fait partie :
- de 1993 à 2017, de la communauté de communes du Serrois ;
- à partir du 1er janvier 2017, de la communauté de communes Sisteronais-Buëch.

## Population et société

### Démographie
L'évolution du nombre d'habitants est connue à travers les recensements de la population effectués dans la commune depuis 1793. Pour les communes de moins de 10 000 habitants, une enquête de recensement portant sur toute la population est réalisée tous les cinq ans, les populations de référence des années intermédiaires étant quant à elles estimées par interpolation ou extrapolation. Pour la commune, le premier recensement exhaustif entrant dans le cadre du nouveau dispositif a été réalisé en 2006.

En 2022, la commune comptait 1 303 habitants, en évolution de +0,77 % par rapport à 2016 (Hautes-Alpes : +0,4 %, France hors Mayotte : +2,11 %).
| 1793  | 1800 | 1806  | 1821  | 1831  | 1836  | 1841  | 1846  | 1851  |
| ----- | ---- | ----- | ----- | ----- | ----- | ----- | ----- | ----- |
| 1 200 | 999  | 1 249 | 1 081 | 1 155 | 1 143 | 1 088 | 1 122 | 1 130 |

| 1856  | 1861  | 1866  | 1872  | 1876  | 1881  | 1886  | 1891  | 1896  |
| ----- | ----- | ----- | ----- | ----- | ----- | ----- | ----- | ----- |
| 1 018 | 1 025 | 1 101 | 1 143 | 1 147 | 1 169 | 1 207 | 1 206 | 1 202 |

| 1901  | 1906  | 1911  | 1921  | 1926 | 1931 | 1936 | 1946 | 1954 |
| ----- | ----- | ----- | ----- | ---- | ---- | ---- | ---- | ---- |
| 1 244 | 1 126 | 1 201 | 1 045 | 952  | 965  | 941  | 869  | 887  |

| 1962  | 1968  | 1975  | 1982  | 1990  | 1999  | 2006  | 2011  | 2016  |
| ----- | ----- | ----- | ----- | ----- | ----- | ----- | ----- | ----- |
| 1 031 | 1 256 | 1 283 | 1 200 | 1 106 | 1 204 | 1 309 | 1 258 | 1 293 |

| 2021  | 2022  | - | - | - | - | - | - | - |
| ----- | ----- | - | - | - | - | - | - | - |
| 1 297 | 1 303 | - | - | - | - | - | - | - |

### Santé
Le Centre Hospitalier le plus proche est celui de Sisteron, situé à 34 km, dans les Alpes-de-Haute-Provence.

### Manifestations culturelles et festivités
Plusieurs associations actives dans le village allant de la mise en valeur d'un patrimoine  à l'art contemporain, en passant par la radio, le spectacle et le cinéma dont la notoriété dépasse largement la région.[réf. nécessaire]

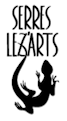
Logo de Serres lez'Arts
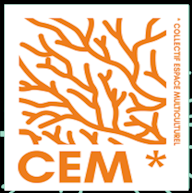
Logo du CEM* Collectif Espace Multiculturel
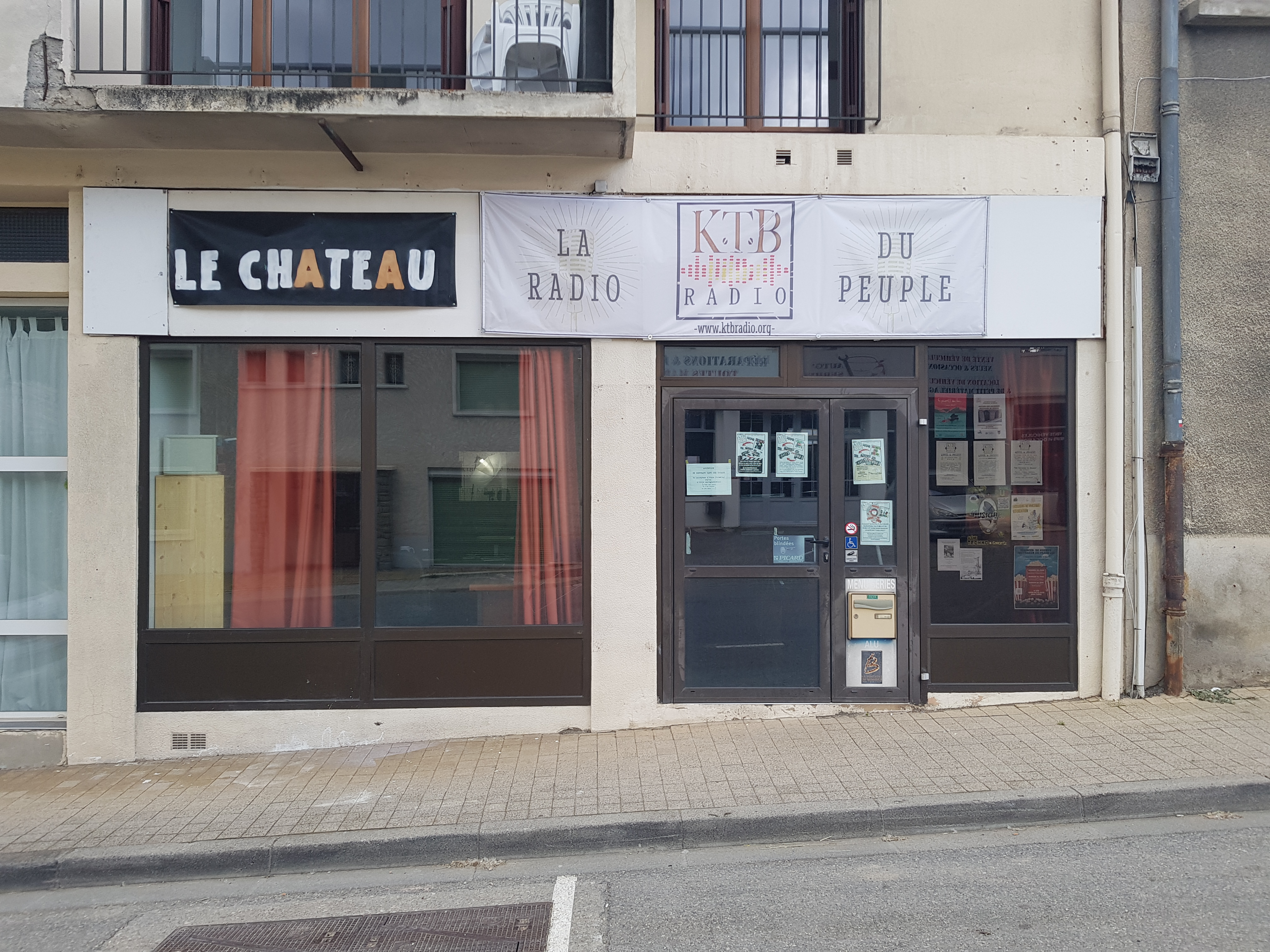
Locaux de K.T.B RADIO
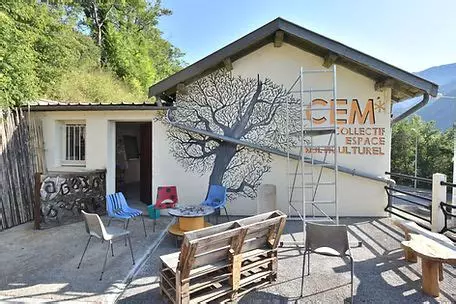
Locaux de Serres lez'Arts et du CEM*
Logo de K.T.B RADIO

- Serres Lez'Arts, association des artistes plasticiens Serrois, qui organise, entre autres, des expositions d'art contemporain, notamment les journées portes ouvertes.
- CEM*(Collectif Espace Multiculturel) est un collectif qui rassemble des associations locales et régionales et dont l'objectif est de mutualisé les actions et les forces pour la création d'activités culturelles, artistiques et sociales. (Festivals, concerts, spectacles etc.)
- K.T.B RADIO est une web-radio associative qui a installé ses studios et ses locaux dans le centre du village.
- Les Amis de Serres qui a pour but de favoriser les activités touristiques, sauvegarder le riche patrimoine architectural historique, préserver l'environnement et le cadre de vie de Serres.

## Culture locale et patrimoine

### Lieux et monuments
Lieux
- l'arbre de la Liberté en 1875 était un peuplier autour duquel on dansait en chantant :

« Le peuplier peut plier. Le peuple lié ne peut pas plier. »

- les Cités Lambert, en 1959, sont revendiquées comme le premier quartier au monde dédié aux seniors (villages-retraite de France). Ce premier Village-Retraite de France a été suivi par ceux de Tallard, la Motte du Caire, Chamousset, Saint-Rémy-de-Provence[23].

Monuments historiques

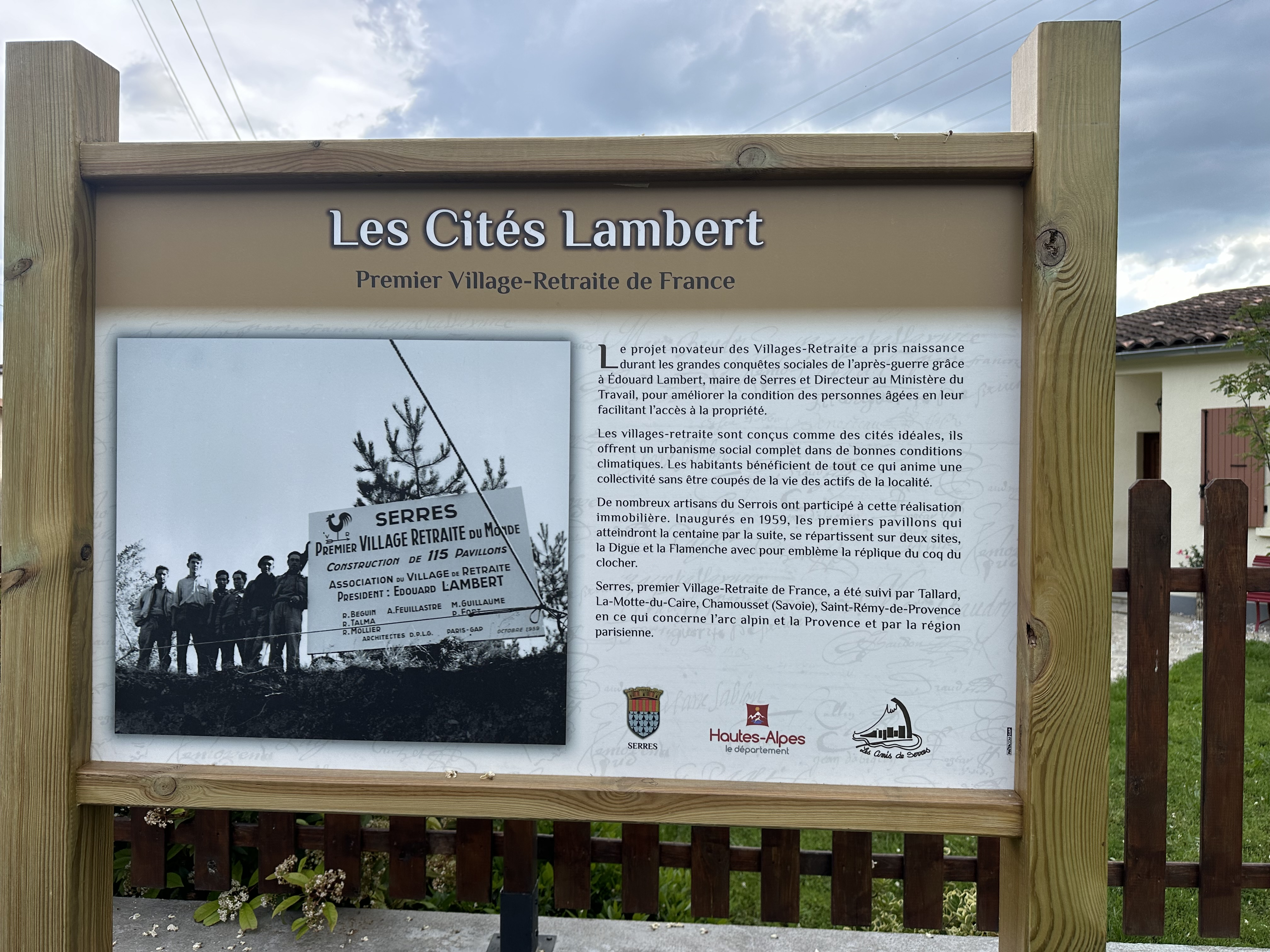
Descriptif de la Cité Lambert de Serres (05), 1er Village-Retraite de France

- Église Saint-Arey, inscrite à l'inventaire supplémentaire des monuments historiques en 1872[24].
- Chapelle Notre-Dame de Saumane.
- Chapelle Notre-Dame-de-Bon-Secours de Serres.
- Maison de Lesdiguières, classée monument historique en 2000[25].
- Hôtel de ville, classé monument historique en 1927[26].
- Méridienne de l'école primaire située au 1 rue du Portail, inscrite à l'inventaire supplémentaire des monuments historiques en 1996[27].

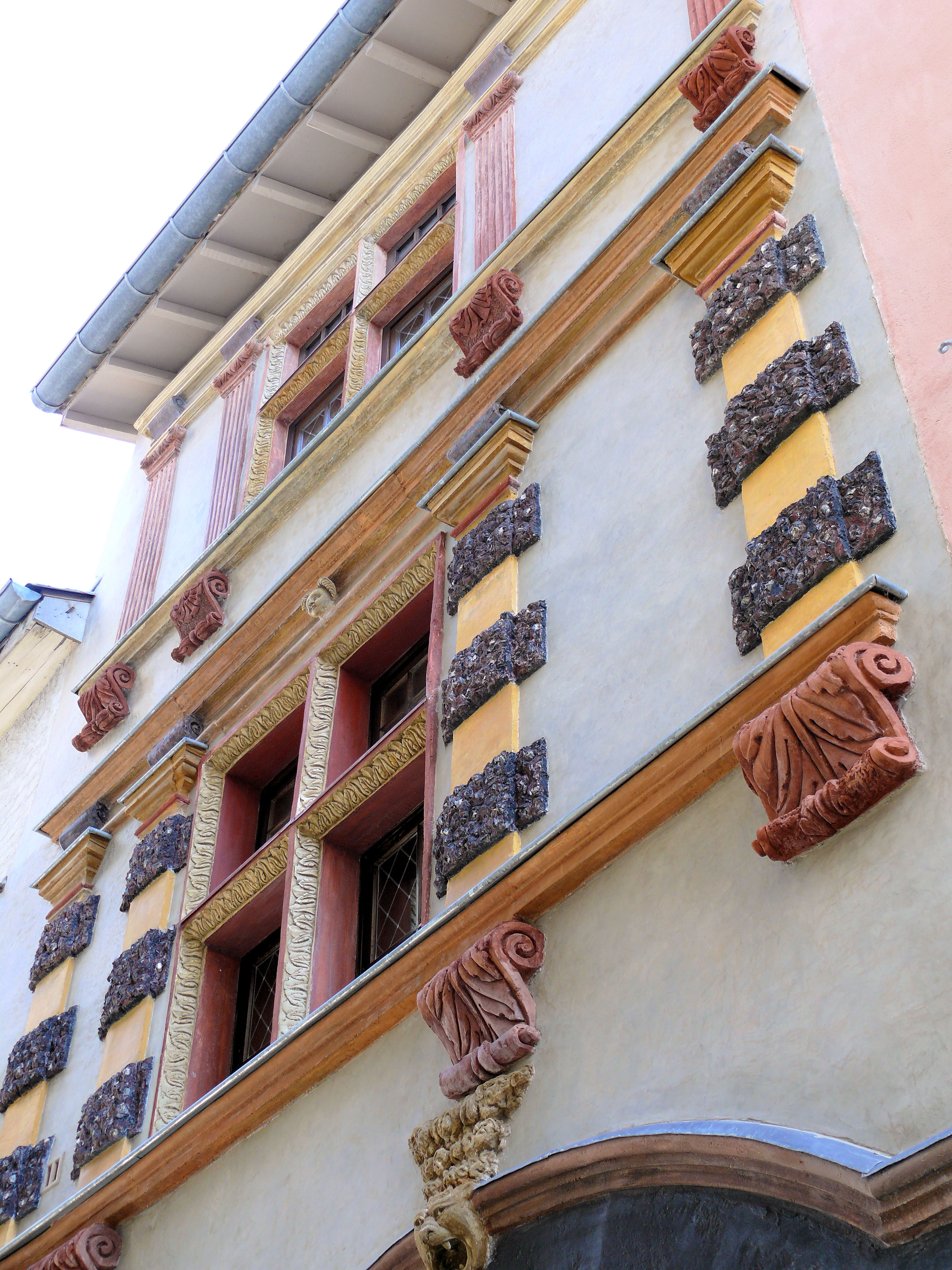
Maison de Lesdiguières.
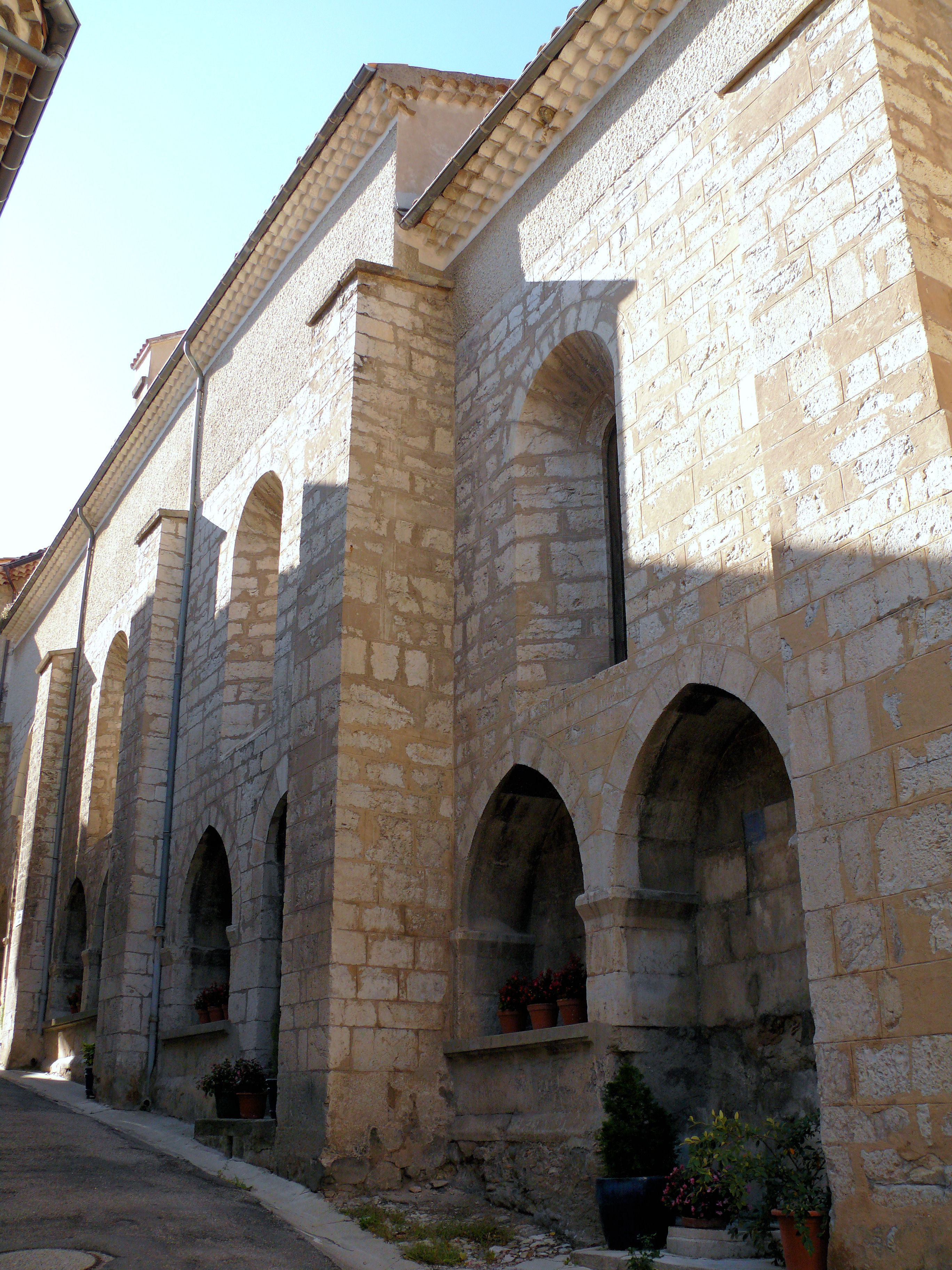
Église Saint-Arey : façade sur rue avec enfeus.
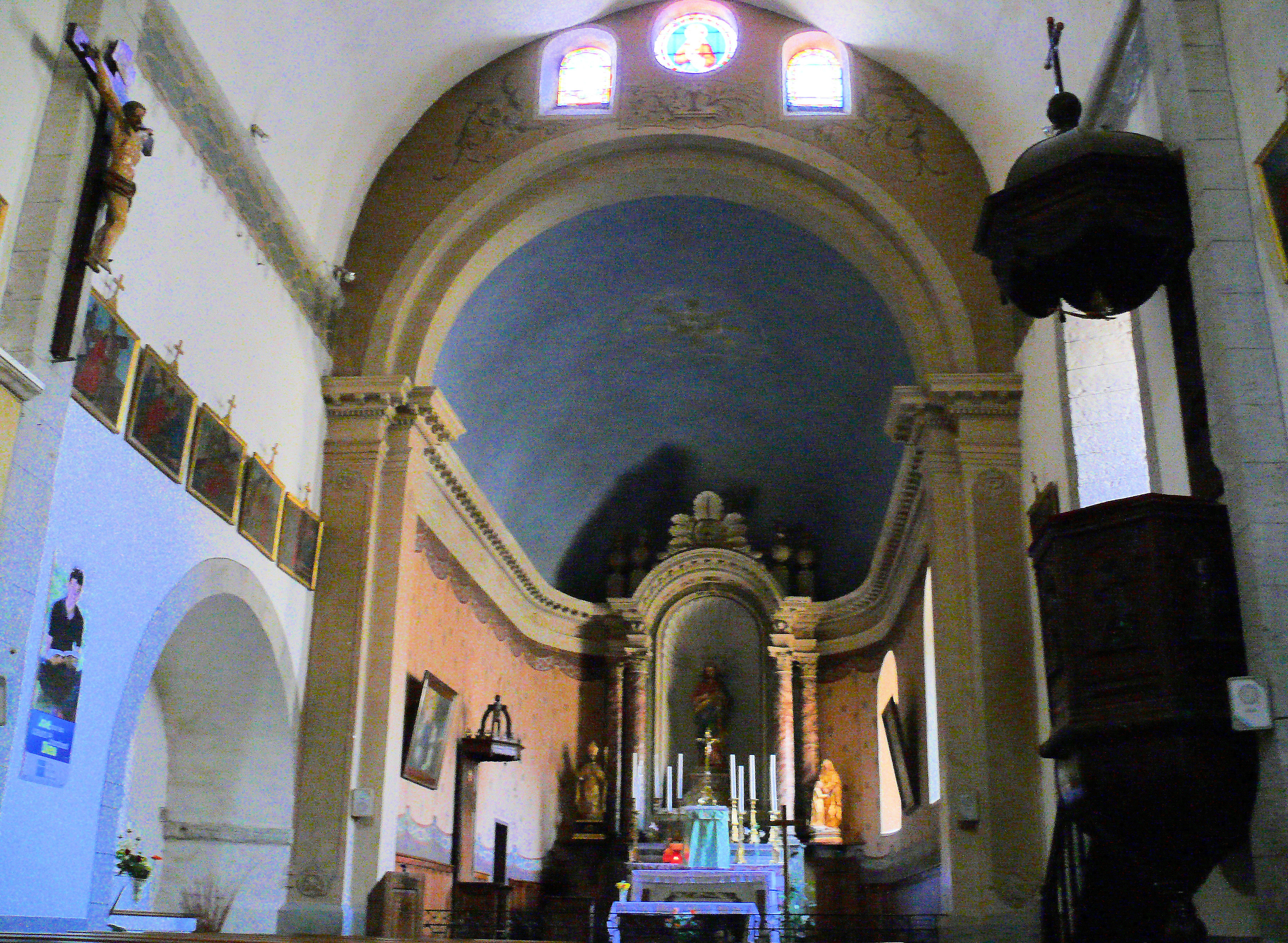
Église Saint-Arey : nef.
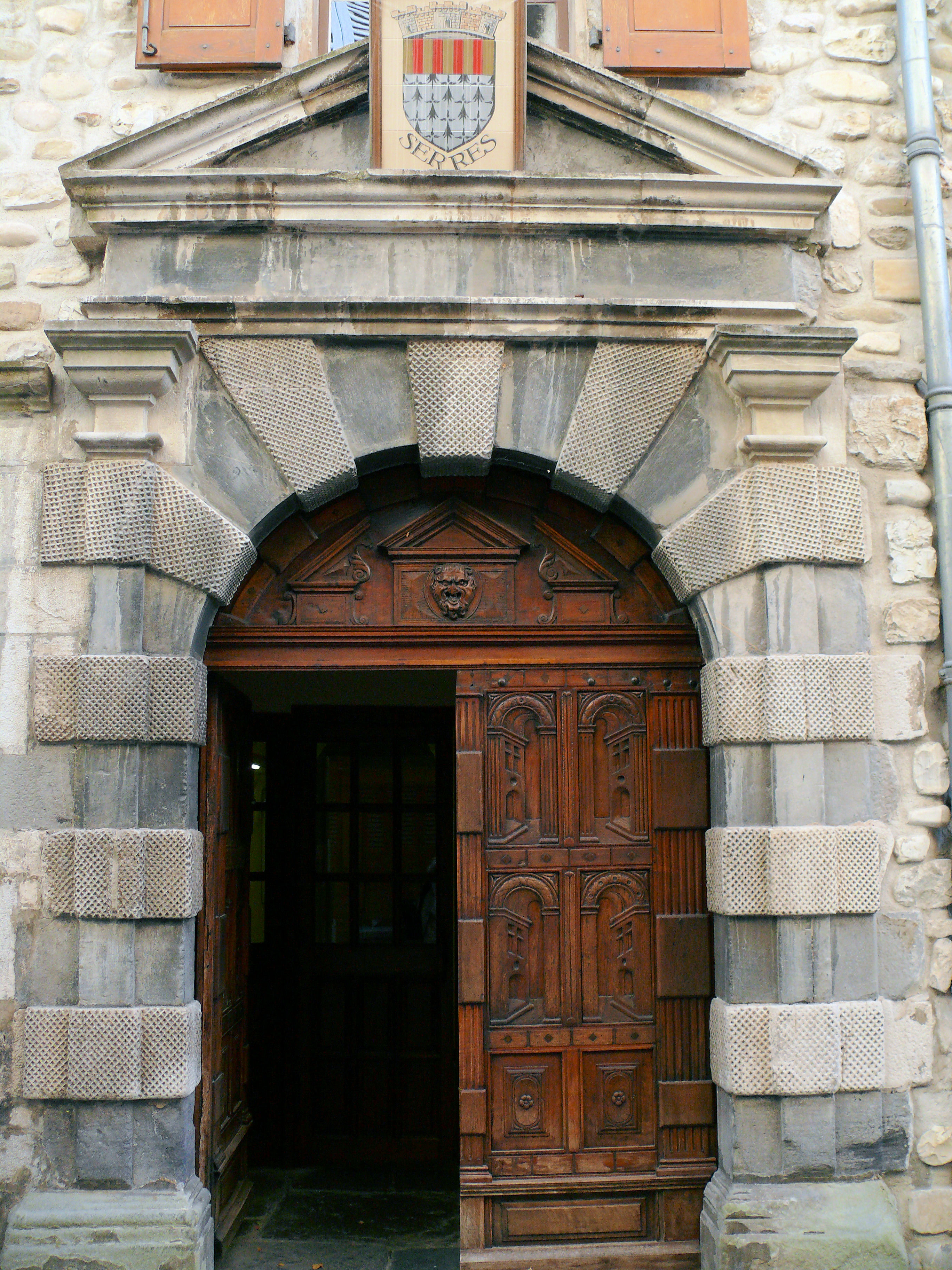
Portail de l'hôtel de ville.
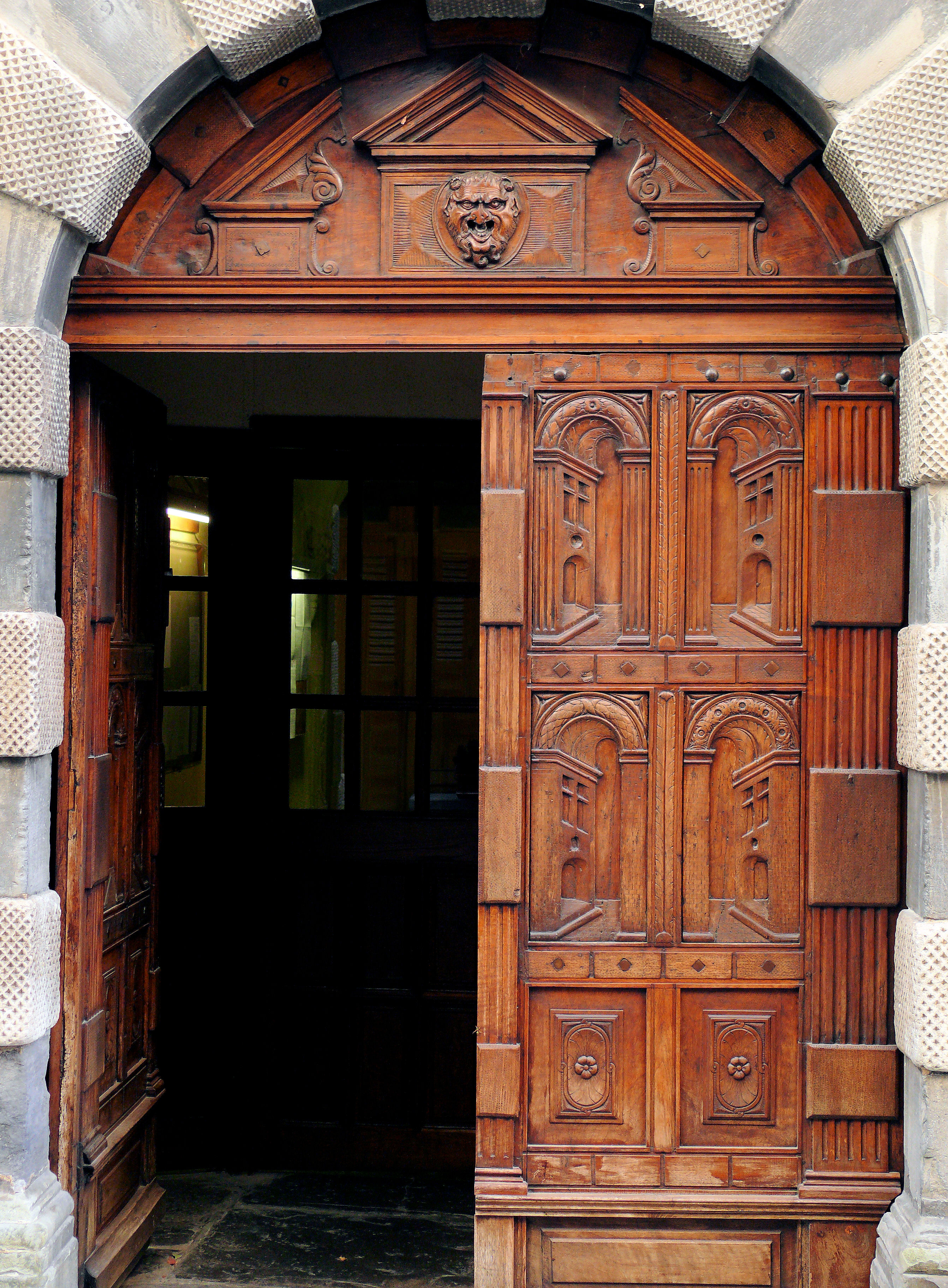
Hôtel de ville : vantaux en noyer du portail réalisé en 1610.

### Personnalités liées à la commune
- François de Bonne de Lesdiguières (1543-1626) a acheté la seigneurie de Serres.
- Pierre-Alexandre-Antoine Nicolas de Meissas (1765-1840), né et mort à Serres, député des Hautes-Alpes au Conseil des Cinq-Cents, sous-préfet d'Embrun, chirurgien-major militaire. Il a notamment soigné Napoléon Bonaparte.
- Alexandre Corréard (1788-1857) est né à Serres.
- Jules Itier (1802-1877) enterré à Serres (famille originaire de Serres).
- Antoine Chevandier (1822-1893), député et sénateur de la Drôme, né à Serres.
- Adolphe Ferrier (1842-1906), homme politique, député de la Drôme.
- Alphonse Eugène Beau (1815-1893), dit Beau de Rochas, fils du précédent, est né à Digne le 9 avril 1815 et mort à Vincennes le 27 mars 1893. Il est l'inventeur du moteur à quatre temps et du moteur à réaction.

### Héraldique
| Blason de Serres | Blason  | D'hermine au chef d'or chargé de quatre pals de gueules. |
| Blason de Serres | Détails | Au-dessus du blason, les armes de la ville ont trois tours en couronne représentant le bailliage et ses trois autorités : financière, judiciaire et administrative. Sur le blason, les rayures or et rouge sont l'emblème des princes d'Orange. Les queues d'hermine sont le symbole de la justice que représentait la famille de Mévouillon. Le statut officiel du blason reste à déterminer. |